# Монторіо-ней-Френтані
Монторіо-ней-Френтані (італ. Montorio nei Frentani) — муніципалітет в Італії, у регіоні Молізе,  провінція Кампобассо.
Монторіо-ней-Френтані розташоване на відстані близько 210 км на схід від Рима, 31 км на північний схід від Кампобассо.
Населення — 439 осіб (2014).

## Демографія
Населення за роками:

Станом на 1 січня 2023 року в муніципалітеті офіційно проживало 7 іноземців з 5 країн, серед них 4 громадяни країн Євросоюзу.

## Сусідні муніципалітети
- Бонефро
- Казакаленда
- Ларино
- Монтелонго
- Ротелло
- Урурі